# Насимович, Андрей Александрович
Андрей Александрович Насимович (6 октября 1909, Москва — 29 июня 1983, СССР) — советский учёный-биогеограф, эколог и деятель заповедного дела. Доктор географических наук (1953). Специалист в области географии размещения заповедных и охраняемых территорий. Автор исследований по зоогеографии и экологии животных Ученик М. А. Мензбира и Б. М. Житкова.

## Биография
Родился в 1909 году в Москве в семье учителей.
В 1927 году поступил в Московский государственный университет, который окончил в 1931 году; получил характеристику зоолога, специалиста по позвоночным, промысловому делу и охотоведению. В конце 1931 и первой половине 1932 года работал в качестве ассистента в секторе дикой птицы Научно-исследовательского института птицеводства и птицепромышленности.
В 1930 году участвовал в экспедиции профессора С. С. Турова по изучению фауны Кавказского заповедника, в следующие годы продолжил работу в Кавказских горах. В 1933—1938 был сотрудником Кавказского заповедника.
В 1934 и 1935 году зимой дважды пересек на лыжах и снегоступах Главный Кавказский хребет в его западной части. Два пересечения хребта проходили в сложных условиях и сопровождались снегомерной съёмкой (первой в истории исследований этой части Кавказа).
В 1938 защитил диссертацию «Зима как трудный период жизни диких копытных Кавказского заповедника» на степень кандидата биологических наук.
С марта 1938 до октября 1941 года — заведующий научной частью Лапландского заповедника. После эвакуации с января 1942 по июнь 1943 года работал охотоведом в Горно-Алтайской области.
Летом 1943 году призван в РККА, сначала служил красноармейцем запасного полка Сибирского военного округа, затем направлен в Омское пехотное училище. После училища младшим лейтенантом, командиром пулемётного взвода участвовал в боевых действиях Великой Отечественной войны в войсках 1-го Белорусского фронта до весны 1945 года. Затем был переведён в Забайкальский военный округ и там, как зоолог-специалист был направлен инструктором в Даурскую противочумную станцию.
С лета 1946 года — старший научный сотрудник Главного управления по заповедникам при Совете Министров СССР (позже — при Министерстве сельского хозяйства СССР).
В 1953 году окончил докторантуру Института географии Академии наук СССР под руководством Г. Д. Рихтера, защитил диссертацию «Роль снежного покрова в жизни копытных на территории Советского Союза» и получил степень доктора географических наук.
С 1953 года — старший научный сотрудник лаборатории биогеографии Института географии АН СССР.
В 1954—1963 — старший научный сотрудник и главный редактор реферативного журнала «География» ВИНИТИ (за время работы в котором подготовил и опубликовал свыше 5 тыс. рефератов и несколько сводных обзоров зарубежных биологических научных книг и статей).
В 1955 году подписал «Письмо трёхсот», ставшее впоследствии причиной отставки Т. Д. Лысенко с поста президента ВАСХНИЛ.
В течение многих лет был редактором журнала «Бюллетень МОИП, отдел биологический».
29 июня 1983 года скончался в Москве, похоронен на Донском кладбище города Москвы.[где?].

## Членство в организациях
- Почётный член Териологического общества.

## Труды
- Насимович А. А. Заготовка дичи на Крайнем Севере. — М.: КОИЗ (Всесоюзное кооперативное объединенное издательство), 1934. — 100 с. — 5000 экз. (обл.)
- Насимович А. А. Степи Даурии: Записки натуралиста. — Чита: Читиздат, 1947. — 120 с.
- Насимович А. А. В Забайкалье: Записки натуралиста [зоолога] / Рисунки В. В. Трофимова. — Москва: б. и., 1951. — 104 с.

## Награды
- Медаль «За победу над Германией в Великой Отечественной войне 1941—1945 гг.»